# Treuhänder mit eidg. Fachausweis
Die Treuhänderprüfung ist eine eidgenössische Berufsprüfung gemäss Art. 28 des Bundesgesetzes über die Berufsbildung vom 13. Dezember 2002 (BBG). Wer die Prüfung bestanden hat, erhält den eidg. Fachausweis für Treuhänder.

## Treuhänder mit eidg. Fachausweis
Die Inhaber des Fachausweises sind in der Lage, als Assistenten von Mandatsleitern qualifizierte und verantwortliche Tätigkeiten im Bereich Treuhandwesen, Steuern oder Revision zugunsten von kleinen und mittleren Betrieben (KMU) auszuüben.

### Berufsbild des Treuhänders
Der Inhaber des Fachausweises Treuhand ist in der Lage, eine qualifizierte Funktion im gesamten Aufgabenbereich des Treuhandwesens zu übernehmen. Er ist gewohnt, selbständig zu arbeiten. Er kann Kunden, vor allem solche aus dem Bereiche der privaten Haushalte und der KMU-Betriebe, umfassend beraten.
Die Berufsprüfung für Treuhänder verlangt neben dem theoretischen Wissen eine vertiefte praktische Berufserfahrung. Das Prüfungsniveau setzt die Fähigkeiten zu gedanklichem Durchdringen von Problemen und anspruchsvollen Aufgaben sowie zu analytischer und vernetzter Denkweise voraus. Das verständliche Formulieren und das Präsentieren von einfacheren schriftlichen und mündlichen Berichten gehören dazu.
Treuhänderinnen und Treuhänder mit eidg. Fachausweis sind fähig:
- die Finanzbuchhaltung inkl. der Nebenbücher zu führen und bei der Erstellung der Zwischen- und Jahresabschlüsse mitzuwirken, resp. diese zu erstellen
- die Grundlagen der Kostenrechnung zu erkennen und eine Betriebsbuchhaltung zu führen
- Steuererklärungen zu erstellen, Veranlagungen zu prüfen und die Kunden gegenüber Behörden zu vertreten
- MWST-Sachverhalte korrekt zu erfassen, entsprechende Deklarationen vorzunehmen und die MWST-Abrechnungen zu plausibilisieren
- die Kunden in rechtlichen Fragestellungen zu unterstützen
- Eingeschränkte Revisionen durchzuführen
- die Kunden in der Personaladministration zu unterstützen; Lohnbuchhaltungen zu führen und die damit zusammenhängenden Deklarationen vorzunehmen
- mit ihren Kunden klar und verständlich zu kommunizieren, zu ihnen ein Vertrauensverhältnis aufzubauen und für die Diskretion der erhaltenen Daten zu garantieren.[1]

### Abschluss und Titel
Wer die Prüfung bestanden hat, erhält den eidgenössischen Fachausweis. Dieser ist eine Urkunde, die bezeugt, dass der Inhaber die erforderlichen Kenntnisse und Fähigkeiten besitzt, die von einer qualifizierten Fachkraft im Treuhandwesen verlangt werden. Die Inhaber des Fachausweises sind berechtigt, folgenden gesetzlich geschützten Titel zu tragen:
- Treuhänderin/Treuhänder mit eidg. Fachausweis
- Agente/Agent fiduciaire avec brevet fédéral
- Fiduciaria/Fiduciario con attestato professionale federale
- Certified Fiduciary, Federal Diploma of Higher Education[2]

## Berufsprüfung für Treuhänder

### Prüfungszulassung
Zur Prüfung wird zugelassen, wer:
1. Ein eidgenössisches Fähigkeitszeugnis, einen Maturitätsausweis oder einen gleichwertigen Ausweis, besitzt;
2. Seit Erwerb eines Ausweises nach Bst.a über eine vierjährige Fachpraxis verfügt;
3. Eine bestandene und gültige Zulassungsprüfung (siehe Promotionsordnung) oder eine gleichwertige Prüfung nachweist;
4. Keinen Eintrag im Zentralstrafregister hat, der mit dem Prüfungszweck nicht in Einklang gebracht werden kann.[3]

### Form der Prüfung
Die Prüfung ist bestanden, wenn die Gesamtnote mindestens 4.0 beträgt. Die Prüfung kann bei Nichtbestehen bis zu zwei Mal wiederholt werden.

### Inhalte der Prüfung
Die Prüfung umfasst folgende Teile:
| Prüfungsteil                          | Art der Prüfung       | Zeit        |
| Rechnungswesen                        | schriftlich/praktisch | 180 Minuten |
| Steuern                               | schriftlich/praktisch | 100 Minuten |
| Revision                              | schriftlich/praktisch | 100 Minuten |
| Unternehmens- und Wirtschaftsberatung | schriftlich/praktisch | 180 Minuten |
| Unternehmens- und Wirtschaftsberatung | mündlich              | 45 Minuten  |
| Total                                 |                       | 605 Minuten |

Jeder Prüfungsteil wird unabhängig seiner Zeitdauer gleich gewichtet.

## Downloads und Links
- Ausbildungsinstitute.
- Weiterführende Informationen und Hilfsmittel zur Berufsprüfung für Treuhänder